# Ludwigsplatz (Karlsruhe)

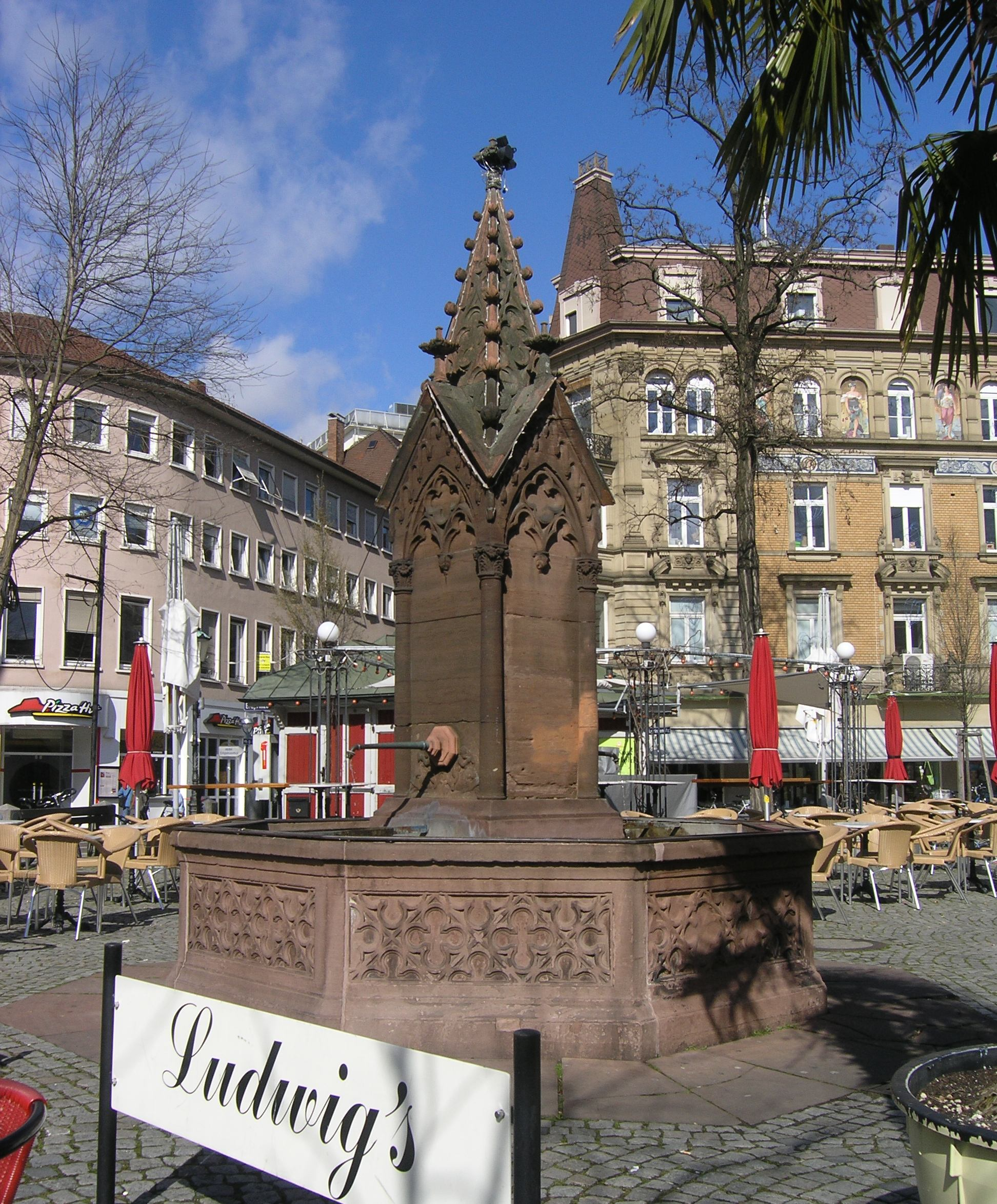
La fontaine de Louis conçue par Weinbrenner.

La Ludwigsplatz (place Louis) est une place de Karlsruhe en Allemagne située dans le quartier du centre-ville-Ouest (Innenstadt-West). C'est l'une des places préférées des habitants de la ville grâce à ses nombreux cafés.
Elle a la forme de deux triangles au croisement de rues du plan en éventail de la ville et des anciens fossés. La Waldstraße, l'Erbprinzenstraße, la Blumenstraße et la Karlstraße donnent sur cette place. Elle a été baptisée en l'honneur du grand-duc Louis Ier de Bade (1763-1830).
Défigurée par le stationnement des voitures dans les années 1970, elle a été entièrement rénovée en 1977 en partie piétonnière et aujourd'hui c'est un lieu agréablement aménagé avec ses terrasses de cafés. Les cafés les plus populaires sont le Café Ludwig's, Lehner's, Aposto ou la Enchilada dans la maison de l'ancien Krokodil, décoré dans le goût Jugendstil munichois.
Au milieu de la place se trouve la fontaine du grand-duc Louis (Großherzog-Ludwig-Brunnen) conçue en 1824 par Friedrich Weinbrenner en style néo-gothique.

## Source de la traduction
- (de) Cet article est partiellement ou en totalité issu de l’article de Wikipédia en allemand intitulé « Ludwigsplatz (Karlsruhe) » (voir la liste des auteurs).